# Khalsha
Khalsha (em persa: خلشا, também romanizada como Khalshā, Khalsha’ e Kholashā) é uma aldeia do distrito rural de Chahardeh, situada no distrito central de Astaneh-ye Ashrafiyeh, na província de Gilan, no Irã. No censo de 2006, sua população era de 154, em 48 famílias.